# Kaldoaivi
Kaldoaivi (samiska: Gálddoaivi) är ett fjäll i Utsjoki kommun i Lappland i Finland, vilket gett namn åt Finlands största ödemarksområde, Kaldoaivi ödemarksområde, på 2 924 km². Toppen på Kaldoaivi är 423 meter över havet.